# Caryedes melancholicus
Caryedes melancholicus is een keversoort uit de familie bladkevers (Chrysomelidae). De wetenschappelijke naam van de soort werd in 1833 gepubliceerd door Carl Henrik Boheman.